# Municipio de Mary
El municipio de Mary (en inglés: Mary Township) es un municipio ubicado en el condado de Norman en el estado estadounidense de Minnesota. En el año 2010 tenía una población de 83 habitantes y una densidad poblacional de 0,9 personas por km².

## Geografía
El municipio de Mary se encuentra ubicado en las coordenadas 47°11′18″N 96°36′57″O / 47.18833, -96.61583. Según la Oficina del Censo de los Estados Unidos, el municipio tiene una superficie total de 91.91 km², de la cual 91,23 km² corresponden a tierra firme y (0,74 %) 0,68 km² es agua.

## Demografía
Según el censo de 2010, había 83 personas residiendo en el municipio de Mary. La densidad de población era de 0,9 hab./km². De los 83 habitantes, el municipio de Mary estaba compuesto por el 98,8 % blancos, el 1,2 % eran asiáticos. Del total de la población el 0 % eran hispanos o latinos de cualquier raza.